# Stadion Podlesianki Katowice
Stadion Podlesianki Katowice – stadion piłkarski w Katowicach, położony przy ulicy Sołtysiej 25, na terenie dzielnicy Podlesie. Swoje spotkania rozgrywają na nim piłkarze klubu Podlesianka Katowice, a także piłkarki GKS-u Katowice.
Składa się z boiska piłkarskiego o wymiarach 105×65 m, zaplecza sanitarno-socjalnego, boisk (piłkarskiego i wielofunkcyjnego) ze sztuczną nawierzchnią i z dwukondygnacyjnego budynku. Na zadaszonej trybunie głównej znajduje się 276 miejsc siedzących, a ponadto obiekt posiada też niewielki sektor dla kibiców gości z 20 miejscami siedzącymi i osobnym wejściem.
Jest w zarządzie katowickiego MOSiR-u, a jego gospodarzem są piłkarze klubu Podlesianka Katowice. W 2018 roku, po awansie do Ekstraligi, na obiekt wprowadziły się również piłkarki GKS-u Katowice, które wcześniej grały na stadionie Kolejarza Katowice.
W latach 2010–2011 stadion został zmodernizowany.